# Нижний Курп
Ни́жний Ку́рп (кабард.-черк. Къаншыуей) — село в Терском районе Кабардино-Балкарской республики.
Образует муниципальное образование «сельское поселение Нижний Курп», как единственный населённый пункт в его составе.

## География
Селение расположено в восточной части Терского района, в долине извилистой реки Курп. Находится в 25 км к северо-востоку от районного центра — Терек и в 80 км от города Нальчик. Ближайший город — Малгобек, расположен в 17 км к востоку от села.
К югу от села проходит автодорога «Р-292», связывающая напрямую города Терек и Малгобек. Вдоль западной окраины села проходит автодорога связывающая Терек с Моздоком.
Площадь территории сельского поселения составляет — 44,24 км2. Большую часть площади занимают сельскохозяйственные угодья.
Граничит с землями населённых пунктов: Инаркой на юго-западе, Ново-Хамидие на северо-западе и Нижний Малгобек на северо-востоке.
Населённый пункт расположен на наклонной Кабардинской равнине, в предгорной зоне республики. Рельеф местности представляет собой в основном холмистую территорию, переходящая в склоны Арикского хребта на западе, и в склоны Терского хребта на востоке. На юге возвышается северный отрог Кабардино-Сунженского хребта. Селение расположено в узкой долине между двумя хребтами. Средние высота на территории села составляют 312 метров над уровнем моря. К северо-востоку от населённого пункта расположена гора Хутако, которая является крайней восточной точкой республики.
Гидрографическая сеть представлена рекой Курп и её основным притоком — рекой Журуко. В районе села долина реки Курп сильно извивается и меандрирует. Грунтовые воды залегают на глубине 5-7 метров. На территории сельского поселения имеется множество урочищ и балок. Так к западу от села расположены урочища — Каншоуко, Бадуко, Беламуко, Кемпароко и другие, к востоку — Багджалуко, Брайхаяко, Гоуко, Боштуко и т. д.
Климат влажный умеренный с тёплым летом и прохладной зимой. Среднегодовая температура воздуха составляет около +10,0°С, и колеблется от средних +23,0°С в июле, до средних −2,5°С в январе. Минимальные температуры зимой редко отпускаются ниже −10°С, летом максимальные температуры достигают +35°С. Среднегодовое количество осадков составляет около 630 мм. Основная часть осадков выпадает в период с апреля по июнь. Основные ветры — северные. Несмотря на относительно небольшие высоты окрестных хребтов, они задерживают суховеи, часто дующие из территории Прикаспийской низменности в конце лета.

### Улицы
| - Ахлова - Битокова - Братская - Дружбы - Казанокова - Калмыкова | - Крестьянская - Курпская - Легендарная - Майская - Мира - Молодёжная | - Набережная - Ногмова - Подгорная - Почтовая - Рабочая - Речная | - Свободы - Солнечная - Степная - Терская - Трудовая - Эльбрусская |

## История
Первое упоминание об ауле кабардинских дворян (вуорков) Ахловых относятся к 1640 году. В карте составленном в 1744 году геодезистом Чичаговым — «Описание Большой и Малой Кабарды», аул Ахловых располагался на реке Сунжа.
Неизвестно когда Ахловы переселились из Сунжи в долину реки Курп, однако на окраине селения Нижний Курп сохранились два каменных памятника, на одном из которых высечена надпись на арабском языке и указана дата — 1815 год, с этим годом и связывают переселение на нынешнюю территорию, отсюда и ведется его современное летоисчисление.
До середины XIX века аул назывался — Ахлово (кабард.-черк. Ахлъэ хьэблэ), по имени владельцев аула. Однако со временем за селением закрепилось имя одного из последних владельцев Каншао Ахлова — Каншаово (кабард.-черк. Къаншыуей).
В 1920 году с окончательным установлением советской власти в Кабарде, решением ревкома Нальчикского округа, Каншаово как и все другие кабардинские поселения было переименовано из-за присутствия в их названиях княжеских и дворянских фамилий. В результате село получило новое название — Нижний Курп.
С 1935 по 1944 года входило в состав Курпского района КБАССР, затем обратно передано в состав Терского района.
Во время Великой Отечественной войны, в ноябре 1942 года село окружённое с трёх сторон хребтами, оказалось в блокаде немецких войск. В начале декабря того же года к юго-востоку от села произошёл один из самых кровопролитных сражений на территории республики во время ВОВ — Битва за Курпские высоты. В ходе этого сражения наступления немецких войск на территории КБАССР были приостановлены и началось масштабное освобождение его территорий от фашистских захватчиков. В память о павших, в селе установлены памятники. Битве за Курпские высоты, посвящены несколько выставок в различных военно-исторических музеях страны.
В 1960-х годах в окрестностях села было открыто месторождение нефти, добыча которой ныне на неопределённое время свёрнуто.

## Население
| 2002  | 2010  | 2012  | 2013  | 2014  | 2015  | 2016  |
| ----- | ----- | ----- | ----- | ----- | ----- | ----- |
| 1350  | ↘1308 | ↘1307 | ↘1303 | ↘1291 | ↗1292 | ↗1294 |
| 2017  | 2018  | 2019  | 2020  | 2021  | 2023  | 2024  |
| ↗1298 | →1298 | ↘1297 | ↘1289 | ↗1396 | ↘1384 | ↗1393 |
| 2025  |       |       |       |       |       |       |
| ↗1397 |       |       |       |       |       |       |

Плотность — 31.58 чел./км2.
Национальный состав
По данным Всероссийской переписи населения 2010 года:
| Народ      | Численность, чел. | Доля от всего населения, % |
| ---------- | ----------------- | -------------------------- |
| кабардинцы | 1 274             | 97,4 %                     |
| другие     | 34                | 2,6 %                      |
| всего      | 1 308             | 100 %                      |

По данным Всероссийской переписи населения 2021 года:
| Народ               | Численность, чел. | Доля от всего населения, % |
| ------------------- | ----------------- | -------------------------- |
| кабардинцы          | 1 346             | 96,42 %                    |
| другие / не указано | 50                | 3,58 %                     |
| всего               | 1 396             | 100,0 %                    |

Поло-возрастной состав
По данным Всероссийской переписи населения 2010 года:
| Возраст     | Мужчины, чел. | Женщины, чел. | Общая численность, чел. | Доля от всего населения, % |
| ----------- | ------------- | ------------- | ----------------------- | -------------------------- |
| 0 — 14 лет  | 165           | 118           | 283                     | 21,7 %                     |
| 15 — 59 лет | 438           | 419           | 857                     | 65,5 %                     |
| от 60 лет   | 60            | 108           | 168                     | 12,8 %                     |
| Всего       | 663           | 645           | 1 308                   | 100,0 %                    |

Мужчины — 663 чел. (50,7 %). Женщины — 645 чел. (49,3 %).
Средний возраст населения — 33,6 лет. Медианный возраст населения — 30,2 лет.
Средний возраст мужчин — 31,1 лет. Медианный возраст мужчин — 28,5 лет.
Средний возраст женщин — 36,1 лет. Медианный возраст женщин — 32,7 лет.

## Местное самоуправление
Структуру органов местного самоуправления сельского поселения составляют:
- Глава сельского поселения — Абазов Руслан Будёнович.
- Администрация сельского поселения Нижний Курп — состоит из 5 человек.
- Совет местного самоуправления сельского поселения Нижний Курп — состоит из 10 депутатов.

Адрес администрации сельского поселения — село Нижний Курп, ул. Мира, № 42.

## Экономика
Основу экономики села составляет сельское хозяйство. Наибольшее развитие получили выращивание сельскохозяйственных технических культур. Ранее на территории сельского поселения добывалось нефть, но в настоящий момент её добыча на неопределённое время свёрнуто, а месторождение зарезервировано.

## Социальная сфера

### Образование
- Средняя общеобразовательная школа № 1 — ул. Мира, 35.
- Начальная школа Детский сад

### Здравоохранение
- Участковая больница — ул. Мира, 42.

### Культура
- Дом культуры

Общественно-политические организации:
- Адыгэ Хасэ
- Совет ветеранов труда и войны

## Религия
В селе действует одна мечеть.

## Известные уроженцы
- Балкаров, Магомет Измайлович — советский и российский учёный, Заслуженный врач РСФСР.
- Шомахов, Амирхан Камизович — кабардинский поэт-писатель, Народный поэт КБАССР.

## Примечание
1. 1 2  Численность постоянного населения Российской Федерации по муниципальным образованиям на 1 января 2025 года — М.: Росстат, 2025.
2. ↑  Закон Кабардино-Балкарской Республики от 27 февраля 2005 года N 13-РЗ «О статусе и границах муниципальных образований в Кабардино-Балкарской Республике». Дата обращения: 7 марта 2018. Архивировано 3 марта 2018 года.
3. ↑  Нижний Курп отметил 200-летие. Дата обращения: 22 декабря 2016. Архивировано 21 декабря 2016 года.
4. ↑  Восхождение к Курпским высотам. Дата обращения: 31 мая 2014. Архивировано 10 июня 2016 года.
5. ↑  Численность населения Кабардино-Балкарской Республики по сельским населённым пунктам по итогам ВПН-2002
6. ↑  Численность населения КБР в разрезе населённых пунктов по итогам Всероссийской переписи населения 2010 года
7. ↑  Численность населения Российской Федерации по муниципальным образованиям. Таблица 35. Оценка численности постоянного населения на 1 январ
8. ↑  Численность населения Российской Федерации по муниципальным образованиям на 1 января 2013 года. Таблица 33. Численность населения городских округов, муниципальных районов, городских и сельских поселений, городских населённых пунктов, сельских населённых пунктов — Росстат, 2013. — 528 с.
9. ↑  Таблица 33. Численность населения Российской Федерации по муниципальным образованиям на 1 января 2014 года
10. ↑  Численность населения Российской Федерации по муниципальным образованиям на 1 января 2015 года
11. ↑  Численность населения Российской Федерации по муниципальным образованиям на 1 января 2016 года — 2018.
12. ↑  Численность населения Российской Федерации по муниципальным образованиям на 1 января 2017 года — М.: Росстат, 2017.
13. ↑  Численность населения Российской Федерации по муниципальным образованиям на 1 января 2018 года — М.: Росстат, 2018.
14. ↑  Численность населения Российской Федерации по муниципальным образованиям на 1 января 2019 года
15. ↑  Численность населения Российской Федерации по муниципальным образованиям на 1 января 2020 года
16. ↑  Итоги Всероссийской переписи населения 2020 года (по состоянию на 1 октября 2021 года)
17. ↑  Численность постоянного населения Российской Федерации по муниципальным образованиям на 1 января 2023 года (с учётом итогов Всероссийской п — Росстат, 2023.
18. ↑  Численность постоянного населения Российской Федерации по муниципальным образованиям на 1 января 2024 года — Росстат, 2024.
19. ↑  Том 3 итогов переписи-2010 по КБР, таблица 4. Дата обращения: 29 ноября 2019. Архивировано 14 января 2020 года.
20. ↑  Итоги Всероссийской переписи населения 2020 года. Том 5. Национальный состав и владение языками. Таблица 1. Национальный состав населения Кабардино-Балкарской Республики, городских округов и муниципальных районов. Дата обращения: 9 октября 2023. Архивировано 16 октября 2023 года.
21. ↑  База микроданных Всероссийской переписи населения 2010 года. Дата обращения: 4 декабря 2016. Архивировано из оригинала 9 июня 2014 года.
22. ↑  Численность населения КБР по итогам Всероссийской переписи населения 2010 года. Дата обращения: 4 декабря 2016. Архивировано из оригинала 24 июня 2016 года.